# Tony Devon
Tony Devon (ur. 5 grudnia 1951 w Filadelfii, zm. 26 lutego 2022) – amerykański aktor i producent filmowy.

## Filmografia

### Aktor
- Right Before Your Eyes (2019) jako Dimitri Apostolopoulos
- Spending Thanksgiving with the Moretti's (2016) jako Joseph Moretti
- Pizza with Bullets (2015) jako Gino Falcone
- 25 godzina (2002) jako Agent Allen
- Dirty River Dancing (2002) jako Walt
- Wrobieni (2002) jako Mark Harris
- Jak kłamać w Ameryce (1997) jako Danny Hogan
- Wybych (1981) jako Sailor's Friend

### Scenarzysta
- Pizza with Bullets (2015)